# Wataru Yamazaki
Wataru Yamazaki (山崎 渡 Yamazaki Wataru?, nacido el 18 de septiembre de 1980 en Saitama) es un exfutbolista japonés. Jugaba de centrocampista y su último club fue el Thespa Kusatsu de Japón.

## Trayectoria

### Clubes
| Club           | País  | Año         |
| -------------- | ----- | ----------- |
| Thespa Kusatsu | Japón | 2003 - 2009 |